# Orem (Utah)
Orem es una ciudad incorporada en la zona norte-central del estado de Utah (Estados Unidos), en el condado de Utah. Es adyacente a Provo, Lindon y Vineyard. Está a unos 72 km al sur de Salt Lake City. Según el censo de 2010, la ciudad tenía una población de 88 328 habitantes, siendo la quinta ciudad más poblada del estado y la segunda del condado de Utah después de Provo.
La universidad Utah Valley University se encuentra en Orem. El equipo de béisbol Orem Owlz de la liga menor de béisbol de los pioneros (Pioneer League) juega sus partidos como equipo local en la universidad.
Orem usa el alias "Ciudad familiar de los Estados Unidos" (Family City USA). La ciudad fue conocida como Provo Bench, recibió su nombre por Walter C. Orem, un operador de la línea de ferrocarril a principios de los años 1900.

## Geografía
Orem se encuentra en las coordenadas 40°17′56″N 111°41′47″O / 40.29889, -111.69639.
Según la oficina del censo de Estados Unidos, la ciudad tiene una superficie total de 47,8 km². No tiene superficie cubierta de agua.